# Маматов, Юрий Александрович
Юрий Александрович Маматов (29 августа 1948 года, Тамбов, Тамбовская область, РСФСР, СССР — 16 декабря 1997 года, Ярославль, Ярославская область, Россия) — российский учёный в области информатики, член-корреспондент РАН (1997).

## Биография
Родился 29 августа 1948 года в Тамбове.
В 1971 году — окончил факультет автоматизированных систем управления Рязанского радиотехнического института, специальность «электронные вычислительные машины», затем аспирантуру на кафедре автоматики и телемеханики этого же института. 
С 1973 года работал в Ярославском государственном университете на кафедре теоретической кибернетики, пройдя путь от старшего преподавателя до заведующего кафедрой исследования операций и вычислительных систем (с 1981 года) и первого проректора университета (с 1986 года).
В 1988 году — назначен заместителем директора по научной работе Института микроэлектроники Академии наук СССР.
С января 1989 года — директор Института проблем вычислительной техники Российской академии наук, организованного при его непосредственном участии.
С 1986 года — организатор и руководитель Ярославского научного центра АН СССР (РАН).
В 1997 году — избран членом-корреспондентом РАН.
Умер 19 декабря 1997 года (покончил жизнь самоубийством). Похоронен на Новом Городищенском кладбище города Коломна (участок 3/2).

### Память
На здании гимназии № 9 Коломны, где он учился, установлена мемориальная доска.

## Научная деятельность
Специалист в области информатики и вычислительной техники.
Основные направления научной деятельности: исследования и разработка высокопроизводительных многопроцессорных вычислительных систем и их математического обеспечения, средств моделирования структур и вычислительных процессов в многопроцессорных ЭВМ, методов параллельного программирования и эффективной алгоритмизации задач прикладной информатики.
Основатель и руководитель Ярославской научной школы по фундаментальным проблемам вычислительной техники.
Автор и соавтор более 135 опубликованных научных работ.
Под его руководством защищено 12 кандидатские и одна докторская диссертации.